# Sulmona
Sulmona, ou Sulmone, est une ville de la province de L'Aquila dans la région Abruzzes en Italie.

## Personnalités
- Lieu de naissance du poète Ovide et du musicien de la Renaissance Johannes de Quadris.

## Culture

### Spécialités culinaires
La ville de Sulmona est célèbre pour la production de dragées, confetti en italien.

## Administration
| Période                                  | Période         | Identité         | Étiquette       | Qualité |
| ---------------------------------------- | --------------- | ---------------- | --------------- | ------- |
| 19 Giugno 2016                           | 18 Ottobre 2021 | Annamaria Casini | Obbiettivo 2026 |         |
| Les données manquantes sont à compléter. |                 |                  |                 |         |

### Communes limitrophes
Bugnara, Cansano, Caramanico Terme (PE), Introdacqua, Pacentro, Pettorano sul Gizio, Pratola Peligna, Prezza, Salle (PE), Sant'Eufemia a Maiella (PE)